# Cratere Mehit
Mehit è un cratere sulla superficie di Ganimede.